# Jan Hus (film, 2015)
Jan Hus je trojdílný televizní film režiséra Jiřího Svobody z roku 2015 podle románu Evy Kantůrkové. Premiéra byla naplánována k šestistému výročí jeho upálení.
Ve filmu hrají Matěj Hádek, Jan Dolanský, Milan Kňažko, Marika Šoposká, Petra Špalková, Michal Dlouhý, Vladimír Javorský, David Novotný, Pavel Gajdoš, Tomáš Dastlík, Lukáš Melník, Justin Svoboda.
Film byl nominován na Českého lva v kategorii Nejlepší televizní film nebo minisérie, ale cenu nezískal.

## Děj
Děj filmu se odehrává mezi l. 1407 (setkání Jana Husa s Jeronýmem Pražským) a 1415 (upálení Jana Husa na Kostnickém koncilu.

## Výroba
Film se natáčel v Praze v Anežském klášteře na Františku, na hradě Lipnici, v Lipnici nad Sázavou, v Třebíči, na Zvíkově, Křivoklátě či v Chebu. Zvažováno bylo i natáčení přímo v Kostnici, ale současná podoba města je pro film nevyhovující. Scéna Husova upálení se tak natáčela u Kutné Hory. Natáčení probíhalo od června 2014 do února 2015. Film s Českou televizí koprodukovala ARTE.

## Hudba
Hudbu k filmu složil Michael Kocáb, je symfonická se syntetickými a rockovými prvky, práce na ní mu trvaly tři měsíce. Chorály a zpívané pasáže nahrával ve studiích České televize dvacetičlenný sbor a sóloví zpěváci Iva Bittová a Matěj Ruppert.

## Obsazení
| Matěj Hádek       | Jan Hus                                    |
| Jan Dolanský      | Štěpán Páleč                               |
| Vladimír Javorský | král Václav IV.                            |
| Marika Šoposká    | královna Žofie                             |
| Michal Dlouhý     | Zikmund Lucemburský                        |
| Milan Kňažko      | Dominikán (fiktivní postava)               |
| Jan Plouhar       | Jeroným Pražský                            |
| Tomáš Dastlík     | Baldassare Cossa                           |
| Petr Štěpán       | Robert Tallio (italský žalářník Jana Husa) |

## Doprovodné akce
Česká televize oslovila zástupce české rapové scény, aby zhudebnili myšlenky a citáty Jana Husa. Výsledné singly publikovala na svém webu. K akci se připojili Lipo (píseň Terapie), Bonus (Nádražák), Kato (Díky, mistře) a Kyklos Galaktikos (Pravdou živi).

## Recenze
- Martin Svoboda, Aktuálně.cz
- Mirka Spáčilová, iDNES.cz
- Kamil Fila, Respekt 23/2015

Kritické reflexi filmu byl také věnován díl pořadu Hergot na Radiu Wave s církevním historikem Peterem Morée.  Teolog a církevní historik Martin Vaňáč ve svém textu pro internetový magazín ChristNet.cz uvedl, že film obsahuje celou řadu historických nepřesností. Zároveň kritizoval režiséra Jiřího Svobodu, že v souvislosti s filmem se opakovaně v médiích prezentoval jako odborník na církevní problematiku, ač této příliš nerozumí (což doložil citáty Svobodových výroků). Film kritizoval rovněž teolog Ctirad Václav Pospíšil.